# Boys (canção de Britney Spears)
"Boys" é uma canção da cantora norte-americana Britney Spears, que foi gravada para seu terceiro álbum de estúdio Britney. A versão "The Co-ed Remix" que tem a participação de Pharrell Williams a música foi lançada como o sexto single de seu terceiro álbum e como segundo single da trilha sonora do filme Austin Powers in Goldmember.

## Videoclipe
O vídeo de "Boys" foi dirigido pelo mesmo diretor o vídeo de "Lucky", Dave Meyers. Ele quis para o vídeo uma ideia inicial de festa, e ela como uma espécie de madame, com várias criadas dançando ao seu redor. No vídeo, o ator Mike Myers aparece como Austin Powers, onde ele dança com a cantora e os dois, ao fim do vídeo, vão para um quarto do castelo. O vídeo foi retirado do programa TRL da MTV, ou seja, ele foi pedido pelos espectadores por 50 dias. O vídeo foi indicado para o VMA 2003 na categoria "Melhor Vídeo Tema de Filme".

## Covers e versões
"Boys" foi regravada pelo programa musical Glee no episódio "Britney 2.0", cantada por Darren Criss e Kevin McHale. Em um mashup com a música Boyfriend de Justin Bieber, os personagens de Criss e McHale cantam para animar a colega Brittany S. Pierce, interpretada por Heather Morris, enquanto a mesma continua triste após ser expulsa das Cheerios.

## faixas e formatos
- 12" Vinyl[1] e Reino Unido maxi single[2]

1. "Boys" (The Co-Ed Remix) – 3:45
2. "Boys" (The Co-Ed Remix – Instrumental) – 3:45
3. "Boys" – 3:28
4. "I'm a Slave 4 U" – 3:23

- Brasil download digital[3][4]

1. "Boys" (The Co-Ed Remix) – 3:46
2. "Boys" – 3:27

## Desempenho nas paradas
| Top (2002)                                        | Melhor posição |
| ------------------------------------------------- | -------------- |
| Estados Unidos - Billboard Bubbling Under Hot 100 | 9              |
| Estados Unidos - Mainstream Top 40                | 29             |
| Austrália - Australian ARIA Singles Chart         | 10             |
| Brasil - Hot 100 Singles                          | 42             |
| Canadá - Canadian Billboard Top 100               | 19             |
| Europa - Eurochart Top 100 Singles                | 29             |
| Japão - Japanese Top 200                          | 1              |
| Inglaterra - UK Official Singles Chart            | 6              |
| Mundo - World Chart                               | 13             |